# Davide Gabburo
Davide Gabburo (Bovolone, 1º aprile 1993) è un ex ciclista su strada italiano, professionista dal 2018 al 2024.

## Carriera
Nato nel 1993 a Bovolone, in provincia di Verona, inizia a praticare il ciclismo a sette anni.
Debutta tra gli Elite/Under-23 nel 2012 con la formazione fiorentina Valdarno RF Hopplà. Dal 2012 al 2015 gareggia da Under-23 (nel 2013 è anche attivo alcuni mesi da stagista con la Ceramica Flaminia), cogliendo nel 2015 il secondo posto nel campionato italiano in linea di categoria alle spalle di Gianni Moscon. Nel biennio 2016-2017 è attivo come Elite con la Zalf-Euromobil-Désirée-Fior prima e la Big Hunter Seanese poi, vincendo, tra le altre corse, il Giro delle due Province-Marciana di Cascina nel 2017.
Nel 2018 passa professionista con la squadra Continental Amore & Vita; l'anno dopo, a 26 anni, si trasferisce tra le file della Neri Sottoli, squadra Professional Continental con cui si classifica secondo in una tappa della Settimana Internazionale Coppi e Bartali e quinto al Giro di Toscana. Per il 2020 cambia di nuovo squadra, trasferendosi all'Androni e partecipando in stagione tra le altre alla Strade Bianche e al Giro di Lombardia.
Nel 2021, si accasa alla Bardiani-CSF-Faizanè; in febbraio, alla seconda gara stagionale, coglie la prima vittoria della carriera, vincendo in Turchia, il Grand Prix Alanya.

## Palmarès
- 2014 (Delio Gallina-Colosio-Eurofeed Under-23)

2ª tappa Grand Prix Cycliste de Gemenc
- 2015 (General Store-Bottoli-Zardini Under-23)

Gran Premio Comune di Cerreto Guidi
- 2016 (Zalf-Euromobil-Désirée-Fior Elite)

Coppa Fiera di Signa
- 2017 (Big Hunter Seanese Elite)

Gran Premio Città di Empoli
Giro delle due Province-Marciana di Cascina
Trofeo Chianti Sensi
G.P. Città di Lastra a Signa
- 2021 (Bardiani-CSF-Faizanè, una vittoria)

Grand Prix Alanya
- 2024 (VF Group-Bardiani CSF-Faizanè, una vittoria)

4ª tappa Tour of İstanbul (Istanbul > Istanbul)

## Piazzamenti

### Grandi Giri
- Giro d'Italia

2021: 106º
2022: 53º
2023: 64º

### Classiche monumento
- Milano-Sanremo

2022: 96º
2023: 78º
2024: 96º
- Giro di Lombardia

2020: 75º
2021: 95º
2022: 95º